# Tommy Lawton
Thomas Lawton, noto come Tommy Lawton (Farnworth, 6 ottobre 1919 – Nottingham, 6 novembre 1996), è stato un allenatore di calcio e calciatore inglese, di ruolo attaccante.

## Carriera
Ad inizio carriera giocò per Rossendale United e Burnley prima d'esser comprato dall'Everton. A Liverpool ebbe occasione di giocare accanto ad un ormai anziano Dixie Dean e di vincere l'ultimo campionato inglese prima della guerra, nel 1939. Fu inoltre capocannoniere della First Division per due volte, nel 1938 e nel 1939. La sua carriera fu interrotta dalla seconda guerra mondiale, durante la quale prestò servizio nell'esercito seguendo la preparazione fisica delle truppe. In quel periodo giocò anche varie partite in Nazionale non conteggiate nelle statistiche ufficiali, segnando 24 reti in 23 partite.
Dopo la guerra giocò per due anni nel Chelsea — che lo comprò dall'Everton per 14.000 sterline, all'epoca la più alta cifra mai pagata per un calciatore — poi al picco della sua carriera si trasferì a sorpresa in Third Division al Notts County, che lo pagò la cifra record di 20.000 sterline. Nel 1950 portò il suo club alla promozione in Seconda Divisione, dove rimase per quattro anni (due con il Notts County e due con il Brentford, di cui fu anche brevemente allenatore). Chiuse poi la carriera con l'Arsenal in massima serie.

## Palmarès

### Giocatore

#### Competizioni nazionali
- Campionato inglese: 1

Everton: First Division 1938-1939
- Third Division South: 1

Notts County: 1949-1950
- Community Shield: 1

Arsenal: 1953

### Allenatore

#### Competizioni nazionali
- Southern Football League: 1

Kettering Town: 1956-1957

#### Competizioni regionali
- Northamptonshire Senior Cup: 1

Kettering Town: 1956-1957